# Garriskil Bog SAC
Garriskil Bog SAC este o arie protejată (arie specială de conservare — SAC, sit de importanță comunitară — SCI) din Irlanda întinsă pe o suprafață de 351,29 ha, integral pe uscat.

## Localizare
Centrul sitului Garriskil Bog SAC este situat la coordonatele 53°39′20″N 7°27′09″W / 53.6555°N 7.4526°V.

## Înființare
Situl Garriskil Bog SAC a fost declarat sit de importanță comunitară în mai 1998 pentru a proteja 5 specii de animale. Situl a fost protejat și ca arie specială de conservare în octombrie 2017.

## Biodiversitate
Situată în ecoregiunea atlantică, aria protejată conține 3 habitate naturale: Turbării active, Mlaștini oligotrofe degradate, capabile încă de regenerare naturală, Depresiuni pe substraturi de turbă de Rhynchosporion.
La baza desemnării sitului se află mai multe specii protejate de  păsări (5): Anser albifrons flavirostris, șoim de iarnă (Falco columbarius), becațină comună (Gallinago gallinago), culic mare (Numenius arquata), fluierarul cu picioare roșii (Tringa totanus).
Pe lângă speciile protejate, pe teritoriul sitului au mai fost identificate 3 specii de plante, 1 specie de păsări.